# Valeins
Valeins är en kommun i departementet Ain i regionen Auvergne-Rhône-Alpes i östra Frankrike. Kommunen ligger  i kantonen Thoissey som ligger i arrondissementet Bourg-en-Bresse. Kommunens areal är 4,36 km². År 2022 hade Valeins 131 invånare.

## Befolkningsutveckling
Antalet invånare i kommunen Valeins
Referens: INSEE